# Kenneth Bulmer
Pour les articles homonymes, voir Bulmer.
Œuvres principales
- Verte Destinée

Henry Kenneth Bulmer, né le 14 janvier 1921 à Londres et mort le 16 décembre 2005  à Tunbridge Wells dans le Kent, est un écrivain britannique de science-fiction.

## Biographie
Il a épousé Pamela Buckmaster le 7 mars 1953, avec qui il a eu un fils et deux filles. Les époux ont divorcé en 1981. Bulmer a vécu à Tunbridge Wells, dans le Kent, en Angleterre.
Écrivain extrêmement prolifique, Bulmer a publié plus de 160 romans et un très grand nombre de nouvelles, sous son propre nom ainsi que sous de nombreux pseudonymes. Sa longue série de romances planétaires Dray Prescot, par exemple, était initialement publiée sous le nom d'Alan Burt Akers, puis sous le nom du protagoniste et narrateur de la série, Prescot lui-même.
Les écrits de Bulmer sont populaires dans certains pays non anglophones, notamment en Allemagne, à tel point que certains ont été publiés uniquement dans des éditions allemandes, alors que les versions originales en anglais ne l'ont pas été.
Bulmer était également actif dans le monde des fans de science-fiction, et il est allé jusqu'à se rendre aux États-Unis en 1955 en tant que délégué du TransAtlantic Fan Fund (TAFF).
Dans les années 1970, il a compilé neuf numéros de la série d'anthologies New Writings in Science Fiction (en) (nouveaux écrits de science-fiction), succédant à John Carnell, qui est à l'origine de la série.

## Œuvres

### SérieLa Clé des mondes
1. (en) Land Beyond the Map, 1961
2. Irunium, Le Masque, coll. Science-fiction, no 99, 1979 ((en) The Key to Irunium, Ace Books, 1967), trad. Françoise Serph
3. (en) The Key to Venudine, Ace Books, 1968
4. (en) The Wizards of Senchuri, Ace Books, 1969
5. (en) The Ships of Durostorum, Ace Books, 1970
6. (en) The Hunters of Jundagai, Ace Books, 1971
7. (en) The Chariots of Ra, Ace Books, 1972
8. (en) The Diamond Contessa, Daw Books, 1983

### Romans indépendants
- Verte Destinée, Fleuve noir, coll. Anticipation, no 125, 1958 ((en) Green Destiny, Nova Publications Ltd, 1957), trad. Jacques Audiberti
- Les Hommes du jugement dernier, 1974 ((en) The Doomsday Men, Doubleday, 1968), trad. Pierre BillonParu en deux parties dans la revue Galaxie nos 118-119 aux éditions OPTA
- La Cité folle, Le Masque, coll. Science-fiction, no 24, 1975 ((en) The Insane City, Curtis Books, 1971), trad. Mary Rosenthal

### Nouvelles
- Les Proies, 1963 ((en) Quarry, 1956), trad. Michel Demuthin Loin de Terra / textes choisis et présentés par Maxim Jakubowski, Denoël, coll. Présence du futur, no 69
- Le Jour où tout s'écroula..., 1959 ((en) The Day Everything Fell Down, 1957)Écrit avec Damon Knight. Parue dans la revue Fiction no 65 aux éditions OPTA
- Les Adaptés, 1972 ((en) The adjusted, 1966)Parue dans la revue Fiction no 218 aux éditions OPTA